# Campeonato dos Quatro Continentes de Patinação Artística no Gelo de 2001
O Campeonato dos Quatro Continentes de Patinação Artística no Gelo de 2001 foi a terceira edição do Campeonato dos Quatro Continentes de Patinação Artística no Gelo, um evento anual de patinação artística no gelo organizado pela União Internacional de Patinação (em inglês:  International Skating Union) onde os patinadores artísticos competem pelo título de campeão dos quatro continentes. A competição foi disputada entre os dias 7 de janeiro e 10 de janeiro, na cidade de Salt Lake City, Utah, Estados Unidos.

## Eventos
- Individual masculino
- Individual feminino
- Duplas
- Dança no gelo

## Medalhistas
| Evento                        | Ouro                                      | Prata                                           | Bronze                                          |
| Individual masculino detalhes | Li Chengjiang · China                     | Takeshi Honda · Japão                           | Michael Weiss · Estados Unidos                  |
| Individual feminino detalhes  | Fumie Suguri · Japão                      | Angela Nikodinov · Estados Unidos               | Yoshie Onda · Japão                             |
| Duplas detalhes               | Jamie Salé · David Pelletier · Canadá     | Shen Xue · Zhao Hongbo · China                  | Kyoko Ina · John Zimmerman · Estados Unidos     |
| Dança no gelo detalhes        | Shae-Lynn Bourne · Victor Kraatz · Canadá | Naomi Lang · Peter Tchernyshev · Estados Unidos | Marie-France Dubreuil · Patrice Lauzon · Canadá |

## Resultados

### Individual masculino
| Pos.              | Nome              | Nacionalidade  | Pontos | PC | PL |
| ----------------- | ----------------- | -------------- | ------ | -- | -- |
| Medalha de ouro   | Li Chengjiang     | China          | 2.0    | 2  | 1  |
| Medalha de prata  | Takeshi Honda     | Japão          | 4.0    | 4  | 2  |
| Medalha de bronze | Michael Weiss     | Estados Unidos | 5.5    | 5  | 3  |
| 4                 | Matthew Savoie    | Estados Unidos | 7.5    | 3  | 6  |
| 5                 | Zhang Min         | China          | 8.5    | 9  | 4  |
| 6                 | Yamato Tamura     | Japão          | 10.5   | 5  | 8  |
| 7                 | Emanuel Sandhu    | Canadá         | 11.5   | 13 | 5  |
| 8                 | Li Yunfei         | China          | 12.5   | 11 | 7  |
| 9                 | Ben Ferreira      | Canadá         | 12.5   | 7  | 9  |
| 10                | Yosuke Takeuchi   | Japão          | 17.0   | 14 | 10 |
| 11                | Jayson Dénommée   | Canadá         | 17.0   | 12 | 11 |
| 12                | Roman Skorniakov  | Uzbequistão    | 17.0   | 10 | 12 |
| 13                | Anthony Liu       | Austrália      | 17.0   | 8  | 13 |
| 14                | Lee Kyu-Hyun      | Coreia do Sul  | 22.0   | 16 | 14 |
| 15                | Bradley Santer    | Austrália      | 23.5   | 15 | 16 |
| 16                | Juri Litvinov     | Cazaquistão    | 24.0   | 18 | 15 |
| 17                | Vladimir Belomoin | Uzbequistão    | 26.5   | 19 | 17 |
| 18                | Ricky Cockerill   | Nova Zelândia  | 26.5   | 17 | 18 |
| 19                | Simon Thode       | Nova Zelândia  | 29.5   | 21 | 19 |
| 20                | Mauricio Medellin | México         | 30.0   | 20 | 20 |
| 21                | Manuel Segura     | México         | 32.0   | 22 | 21 |
| WD                | Todd Eldredge     | Estados Unidos | —      | 1  | WD |

### Individual feminino
| Pos.                                                  | Nome                     | Nacionalidade  | Pontos | PC | PL |
| ----------------------------------------------------- | ------------------------ | -------------- | ------ | -- | -- |
| Medalha de ouro                                       | Fumie Suguri             | Japão          | 2.0    | 2  | 1  |
| Medalha de prata                                      | Angela Nikodinov         | Estados Unidos | 5.5    | 7  | 2  |
| Medalha de bronze                                     | Yoshie Onda              | Japão          | 5.5    | 5  | 3  |
| 4                                                     | Tatiana Malinina         | Uzbequistão    | 5.5    | 1  | 5  |
| 5                                                     | Jennifer Kirk            | Estados Unidos | 6.0    | 4  | 4  |
| 6                                                     | Shizuka Arakawa          | Japão          | 8.5    | 3  | 7  |
| 7                                                     | Amber Corwin             | Estados Unidos | 10.5   | 9  | 6  |
| 8                                                     | Jennifer Robinson        | Canadá         | 12.0   | 8  | 8  |
| 9                                                     | Annie Bellemare          | Canadá         | 13.0   | 6  | 10 |
| 10                                                    | Stephanie Zhang          | Austrália      | 14.0   | 10 | 9  |
| 11                                                    | Nicole Watt              | Canadá         | 19.5   | 17 | 11 |
| 12                                                    | Joanne Carter            | Austrália      | 19.5   | 15 | 12 |
| 13                                                    | Park Bit-Na              | Coreia do Sul  | 19.5   | 11 | 14 |
| 14                                                    | Miriam Manzano           | Austrália      | 20.0   | 14 | 13 |
| 15                                                    | Wang Huan                | China          | 22.5   | 13 | 16 |
| 16                                                    | Fang Dan                 | China          | 24.0   | 18 | 15 |
| 17                                                    | Carina Chen              | Taipé Chinesa  | 24.0   | 12 | 18 |
| 18                                                    | Shirene Human            | África do Sul  | 25.0   | 16 | 17 |
| 19                                                    | Dirke O´Brien Baker      | Nova Zelândia  | 29.5   | 21 | 19 |
| 20                                                    | Rocio Salas Visuet       | México         | 31.0   | 20 | 21 |
| 21                                                    | Sun Siyin                | China          | 31.5   | 23 | 20 |
| 22                                                    | Marina Khalturina        | Cazaquistão    | 33.5   | 19 | 24 |
| 23                                                    | Christine Lee            | Hong Kong      | 34.0   | 24 | 22 |
| 24                                                    | Diane Chen               | Taipé Chinesa  | 34.0   | 22 | 23 |
| Não avançaram para a patinação livre / programa longo |                          |                |        |    |    |
| 25                                                    | Choi Young-Eun           | Coreia do Sul  | —      | 25 |    |
| 26                                                    | Anastasia Gimazetdinova  | Uzbequistão    | —      | 26 |    |
| 27                                                    | Shin Yea-Ji              | Coreia do Sul  | —      | 27 |    |
| 28                                                    | Gladys Orozco Montemayor | México         | —      | 28 |    |
| 29                                                    | Simone Joseph            | África do Sul  | —      | 29 |    |
| 30                                                    | Quinn Wilmans            | África do Sul  | —      | 30 |    |
| 31                                                    | Imelda-Rose Hegerty      | Nova Zelândia  | —      | 31 |    |
| 32                                                    | Ingrid Roth              | México         | —      | 32 |    |

### Duplas
| Pos.              | Nome                                  | Nacionalidade  | Pontos | PC | PL |
| ----------------- | ------------------------------------- | -------------- | ------ | -- | -- |
| Medalha de ouro   | Jamie Salé / David Pelletier          | Canadá         | 1.5    | 1  | 1  |
| Medalha de prata  | Shen Xue / Zhao Hongbo                | China          | 3.0    | 2  | 2  |
| Medalha de bronze | Kyoko Ina / John Zimmerman            | Estados Unidos | 4.5    | 3  | 3  |
| 4                 | Pang Qing / Tong Jian                 | China          | 7.0    | 6  | 4  |
| 5                 | Tiffany Scott / Philip Dulebohn       | Estados Unidos | 8.5    | 5  | 6  |
| 6                 | Anabelle Langlois / Patrice Archetto  | Canadá         | 9.0    | 8  | 5  |
| 7                 | Kristy Sargeant-Wirtz / Kris Wirtz    | Canadá         | 9.0    | 4  | 7  |
| 8                 | Yuko Kawaguchi / Alexander Markuntsov | Japão          | 12.5   | 9  | 8  |
| 9                 | Danielle Hartsell / Steve Hartsell    | Estados Unidos | 12.5   | 7  | 9  |
| 10                | Natalia Ponomareva / Evgeni Sviridov  | Uzbequistão    | 15.0   | 10 | 10 |
| 11                | Marina Aganina / Artem Knyazev        | Uzbequistão    | 16.5   | 11 | 11 |

### Dança no gelo
| Pos.              | Nome                                   | Nacionalidade  | Pontos | DC1 | DC2 | DO | DL |
| ----------------- | -------------------------------------- | -------------- | ------ | --- | --- | -- | -- |
| Medalha de ouro   | Shae-Lynn Bourne / Victor Kraatz       | Canadá         | 2.0    | 1   | 1   | 1  | 1  |
| Medalha de prata  | Naomi Lang / Peter Tchernyshev         | Estados Unidos | 4.0    | 2   | 2   | 2  | 2  |
| Medalha de bronze | Marie-France Dubreuil / Patrice Lauzon | Canadá         | 6.0    | 3   | 3   | 3  | 3  |
| 4                 | Megan Wing / Aaron Lowe                | Canadá         | 9.0    | 5   | 5   | 5  | 4  |
| 5                 | Jessica Joseph / Brandon Forsyth       | Estados Unidos | 9.0    | 4   | 4   | 4  | 5  |
| 6                 | Beata Handra / Charles Sinek           | Estados Unidos | 12.0   | 6   | 6   | 6  | 6  |
| 7                 | Nakako Tsuzuki / Rinat Farkhoutdinov   | Japão          | 14.0   | 7   | 7   | 7  | 7  |
| 8                 | Zhang Weina / Cao Xianming             | China          | 16.0   | 8   | 8   | 8  | 8  |
| 9                 | Nozomi Watanabe / Akiyuki Kido         | Japão          | 18.0   | 9   | 9   | 9  | 9  |
| 10                | Fan Ru / Suo Bin                       | China          | 20.0   | 10  | 10  | 10 | 10 |
| 11                | Olga Akimova / Andrei Driganov         | Uzbequistão    | 22.0   | 11  | 11  | 11 | 11 |
| 12                | Portia Duval-Rigby / Francis Rigby     | Austrália      | 24.0   | 12  | 12  | 12 | 12 |
| 13                | Julia Klochko / Ramil Sarkulov         | Uzbequistão    | 26.0   | 13  | 13  | 13 | 13 |
| 14                | Natalie Buck / Trent Nelson-Bond       | Austrália      | 28.0   | 14  | 14  | 14 | 14 |
| 15                | Alexandra Martin / Daniel Price        | Austrália      | 30.0   | 15  | 15  | 15 | 15 |

## Quadro de medalhas
| Ordem | País           | Medalha de ouro | Medalha de prata | Medalha de bronze |    | Ordem por total |
| ----- | -------------- | --------------- | ---------------- | ----------------- | -- | --------------- |
| 1     | Canadá         | 2               |                  | 1                 | 4  | 1               |
| 2     | Japão          | 1               | 1                | 1                 | 3  | 3               |
| 3     | China          | 1               | 1                |                   | 2  | 4               |
| 4     | Estados Unidos |                 | 2                | 2                 | 4  | 1               |
| TOTAL | TOTAL          | 4               | 4                | 4                 | 12 | —               |